# August Ames
August Ames, właściwie Mercedes Grabowski (ur. 23 sierpnia 1994 w Antigonish, zm. 5 grudnia 2017 w Camarillo) – kanadyjsko-amerykańska modelka i aktorka pornograficzna pochodzenia polskiego i afroamerykańskiego. W ciągu trwającej cztery lata kariery wystąpiła w 398 filmach w produkcjach Blacked, Hustler Video, Brazzers, Dark X, Elegant Angel, Wicked Pictures, Evil Angel, Girlfriends Films, Lethal Hardcore, Digital Sin, Jules Jordan Video, Digital Playground, New Sensations, Smash Pictures, Pure Play Media, 21sextury Network i Sweetheart Video.

## Życiorys

### Wczesne lata
Urodziła się w Antigonish w Nowej Szkocji w Kanadzie jako Mercedes Grabowski. Jej rodzice pochodzili z Polski. Dorastała jako Military brat w Colorado Springs w stanie Kolorado.
Utrzymywała, iż w dzieciństwie była molestowana przez dziadka, co było powodem jej trudnych relacji z ojcem, który nigdy nie uwierzył w jej wersję. Jej matka zmagała się natomiast z chorobą dwubiegunową, na którą także cierpiała August.
W ostatnim roku szkoły średniej była cheerleaderką. Straciła dziewictwo w wieku 17 lat z chłopakiem. Dorabiała jako niania i ponad dwa lata na wybiegu dla koni w Colorado Springs. Po osiągnięciu pełnoletniości osiadła w Los Angeles. Pracowała jako barmanka i w salonie fryzjerskim. Spotykała się przez trzy miesiące ze starszą Francuzką i uprawiała seks z najlepszą przyjaciółką swoich braci na przyjęciu, podczas gdy jej bracia byli w pokoju obok.

### Kariera
W listopadzie 2013, w wieku 19 lat, debiutowała w filmie babes.com Ring My Bells z Loganem Pierce. Później wzięła udział w produkcjach Hustler Video I Gotta Bone To Lick (2014) z Evanem Stone’em, New Sensations Sexual Desires of August Ames (2015) z Dannym Mountainem, Erikiem Everhardem i Ramónem Nomarem, Erotica X / Mile High Art of Romance 4 (2015) z Mickiem Blue, Team Skeet Titty Attack 8 (2015) z Bradleyem Remingtonem, Brazzers August Briefs Her Boss (2016) z Charlesem Derą, Kayden Kross' Big Natural Tits Casting Couch (2016), Pretty Dirty Sinning with My Sister (2016) z Johnnym Castle, Twistys Naturally Delicious (2016) z Tonim Ribasem, Holly Randall Modern Romance (2017) / Irresistible August (2017) z Billem Baileyem czy Jules Jordan Video Young and Beautiful 3 (2017) z Jeanem Val Jeanem. Ponadto Ames pracowała również dla takich stron internetowych jak Twistys, Digital Desire i Naughty America. Jej ulubionymi wykonawcami byli Manuel Ferrara i Prince Yahshua. Lubiła także pracować z Abellą Danger, Janice Griffith, Carmen Caliente i Jade Nile.
Czterokrotnie nominowana była do nagrody AVN Award w tym trzykrotnie w kategorii wykonawczyni roku.
Pojawiła się jako Rogue w parodii porno Deadpool – Spizoo Deadpool XXX: A Porn Parody (2015) u boku Avy Addams (Lady Death), Allie Haze (Domino), Tommy’ego Gunna (Wolverine) i Evana Stone (Punisher). Grała postać Lashiny w parodii porno Ligi Sprawiedliwości – Wicked Pictures Justice League XXX: An Axel Braun Parody (2017) z Jessicą Drake (Cat Grant), Jessą Rhodes (Knockout) i Derrickiem Pierce (Lex Luthor). Wystąpiła też w trzech dreszczowcach Retromedia Entertainment: Model for Murder: The Centerfold Killer (2016) w roli Audrey u boku Jona Fleminga, Bedroom Eyes (2017) jako Jensen i High Heel Homicide (2017) w roli Jezebelle z Carter Cruise. Znalazła się w obsadzie produkcji Video Marc Dorcel Bruce d’Anus: Journal d’un pervers (2018).

## Życie prywatne
W 2016 wyszła za mąż za Kevina Moore, producenta i reżysera filmów dla dorosłych.

## Śmierć
5 grudnia 2017 została znaleziona martwa w swoim domu w Camarillo, w hrabstwie Ventura, w Kalifornii. Popełniła samobójstwo przez powieszenie. Miała 23 lata.
Jej brat, bliska rodzina, jej przyjaciółka Jenna Jameson i liczne media stwierdzili, że Ames popełniła samobójstwo po tym, jak była prześladowana na Twitterze. Przed śmiercią napisała w serwisie społecznościowym Twitter, iż nie chce wspólnie występować z aktorami, którzy mają za sobą występy w filmach erotycznych dla homoseksualistów. Po tym wpisie August Ames padła ofiarą fali cyberprzemocy, która zdaniem jej bliskich mogła być przyczyną jej samobójstwa. Wśród autorów był także Bruce Beckham, który napisał na Twitterze, że nigdy nie życzył jej niczego złego, a nazwał ją homofobką ze względu na jej ignorancję i uprzedzenia, a zaatakowana popełniła samobójstwo.
4 stycznia 2019 miał miejsce pierwszy odcinek seryjnej audycji radiowej dostępnej przez internet Ostatnie dni August (The Last Days of August) – pt. Efekt motyla (The Butterfly Effect), gdzie dziennikarz Jon Ronson i producentka Lina Misitzis ujawnili tekst wysłany przez Ames po sesji z rosyjskim aktorem porno Markusem Dupree.

## Filmografia

### Filmy TV
- 2018: Illicit Desire
- 2017: Bedroom Eyes jako Jensen

### Filmy wideo
- 2018: Big Tits Round Asses 53
- 2017: Broke College Girls jako Andrea
- 2017: Parodies Awaken 3 jako Betty
- 2017: Naturally Stacked Stories
- 2017: Good Girls Gone Bad 2
- 2017: Lesbian Strap-on Bosses Vol. 2
- 2017: Justice League XXX: An Axel Braun Parody jako Lashina
- 2017: 1000 Words
- 2017: Women Seeking Women 144
- 2017: Lesbian Tutors 3
- 2017: Modern Romance
- 2017: First Kiss
- 2017: Tits R Us jako Masseuse
- 2017: Slutty Wife, Happy Life 2
- 2017: Jerk Off Instructions 66: Masturbation Encouragement
- 2017: Hot, Busty & Pink jako August Aimes
- 2017: High Heel Homicide jako Jezebelle
- 2017: Young & Beautiful 3
- 2017: The Secret Package jako Daughter-in-Law
- 2017: Dream Fucks
- 2017: Young, Natural and Wicked
- 2017: Don’t Tell Hubby

### Seriale TV
- 2017: The Exxxceptions
- 2017: Big Tits Round Asses
- 2017: Share My BF
- 2017: Naughty Office
- 2017: Pretty Dirty Secrets
- 2016-2017: Vixen
- 2016-2017: Big Tits at Work
- 2014-2017: Baby Got Boobs
- 2014-2017: Hot and Mean
- 2014-2017: I Know That Girl
- 2014-2017: Big Tits at School

## Nagrody i nominacje
| Rok  | Nagroda                    | Kategoria                                                       | Film                                     | Inni wykonawcy                                      | Rezultat  |
| ---- | -------------------------- | --------------------------------------------------------------- | ---------------------------------------- | --------------------------------------------------- | --------- |
| 2014 | NightMoves Award           | Najlepsza nowa gwiazdka                                         | –                                        | –                                                   | Nominacja |
| 2014 | NightMoves Award           | Najlepsze ciało                                                 | –                                        | –                                                   | Nominacja |
| 2014 | Nightmoves Fan Award       | Najlepsza nowa gwiazdka                                         | –                                        | –                                                   | Nominacja |
| 2014 | Nightmoves Fan Award       | Najlepsze ciało                                                 | –                                        | –                                                   | Nominacja |
| 2015 | XRCO Award                 | Najlepsza nowa gwiazdka                                         | –                                        | –                                                   | Nominacja |
| 2015 | Spank Bank Technical Award | Najlepszy kanadyjski przysmak od syropu klonowego               | –                                        | –                                                   | Wygrana   |
| 2015 | AVN Award                  | Najlepsza nowa gwiazdka                                         | –                                        | –                                                   | Nominacja |
| 2015 | AVN Award                  | Najlepsza scena seksu POV                                       | Spandex Loads 8 (2014)                   | Kevin Moore                                         | Nominacja |
| 2015 | AVN Award                  | Nagroda fanów: Najlepsze piersi                                 | –                                        | –                                                   | Nominacja |
| 2015 | AVN Award                  | Nagroda fanów: Najsłodsza nowicjuszka                           | –                                        | –                                                   | Wygrana   |
| 2016 | AVN Award                  | Najlepsza scena seksu dziewczyna/chłopak                        | Oil Overload 12 (2015)                   | Manuel Ferrara                                      | Nominacja |
| 2016 | AVN Award                  | Najlepsza nowa gwiazdka                                         | –                                        | –                                                   | Nominacja |
| 2016 | AVN Award                  | Nagroda fanów: Najlepsze cycki                                  | –                                        | –                                                   | Nominacja |
| 2016 | AVN Award                  | Najlepsza wykonawczyni                                          | –                                        | –                                                   | Nominacja |
| 2016 | Spank Bank Technical Award | Najlepsza szczelina                                             | –                                        | –                                                   | Wygrana   |
| 2016 | Spank Bank Technical Award | Sexiest Five Hole                                               | –                                        | –                                                   | Wygrana   |
| 2016 | XBIZ Award                 | Najlepsza aktorka                                               | Safe Landings (2015)                     | –                                                   | Nominacja |
| 2016 | XBIZ Award                 | Najlepsza scena                                                 | Safe Landings (2015)                     | Marcus London i Xander Corvus                       | Nominacja |
| 2016 | XBIZ Award                 | Wykonawczyni roku                                               | –                                        | –                                                   | Nominacja |
| 2017 | AVN Award                  | Najlepsza scena seksu dziewczyna/dziewczyna                     | Darcie Dolce The Lesbian Landlord (2016) | Darcie Dolce                                        | Nominacja |
| 2017 | AVN Award                  | Wykonawczyni roku                                               | –                                        | –                                                   | Nominacja |
| 2017 | XBIZ Award                 | Najlepsza scena                                                 | First Dates 1 (2016)                     | Lucas Frost                                         | Nominacja |
| 2017 | XBIZ Award                 | Wykonawczyni roku                                               | –                                        | –                                                   | Nominacja |
| 2018 | AVN Award                  | Najlepsza scena seksu grupowego                                 | Young and Beautiful 3 (2017)             | Jean Valjean, Abella Danger, Mick Blue i Riley Reid | Nominacja |
| 2018 | AVN Award                  | Najlepsza scena seksu triolizmu (dziewczyna/dziewczyna/chłopak) | College Rivals Bond Over Cock (2017)     | Kenzie Reeves i Levi Cash                           | Nominacja |
| 2018 | AVN Award                  | Wykonawczyni roku                                               | –                                        | –                                                   | Nominacja |
| 2018 | XBiz Award                 | Najlepsza scena seksu                                           | Racks (2016)                             | Jason Brown                                         | Nominacja |
| 2019 | AVN Award                  | Najlepsza scena seksu triolizmu (dziewczyna/dziewczyna/chłopak) | Threesome Fantasies 2 (2018)             | Abigail Mac i Christian Clay                        | Nominacja |